# Okrouhlá Radouň
Okrouhlá Radouň település Csehországban, a Jindřichův Hradec-i járásban. Okrouhlá Radouň Jarošov nad Nežárkou, Hadravova Rosička, Nová Včelnice, Horní Radouň, Lodhéřov, Kostelní Radouň és Dívčí Kopy településekkel határos. Lakosainak száma 218 fő (2024. január 1.).

## Népesség
A település lakosságának változását az alábbi diagram mutatja:
| Lakosok száma | 492  | 530  | 510  | 332  | 206  | 165  | 200  | 197  | 216  | 218  |
|               | 1869 | 1890 | 1921 | 1950 | 1980 | 2001 | 2017 | 2019 | 2022 | 2024 |